# Schuilkerk

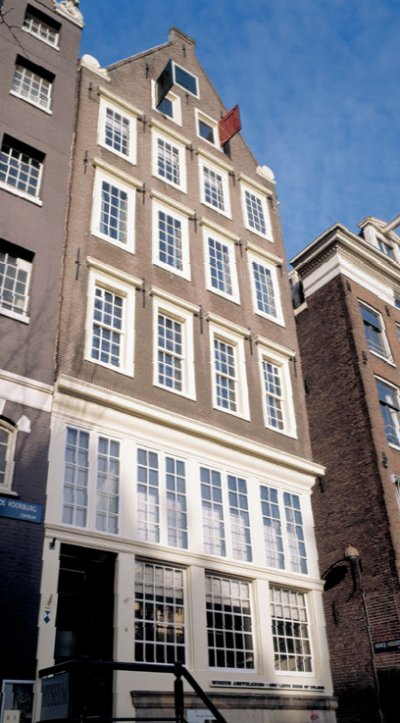
Schuilkerk a Amsterdam. Foto: bma.amsterdam.nl.

Schuilkerk és una paraula neerlandesa que designa una "església clandestina". És un tipus d'església que, vista des de l'exterior, no es veu que és una església. Eren utilitzades a l'època de les Províncies Unides pels catòlics, remonstrants, luterans i mennonites. Particularment eren cases i magatzems i al camp eren sovint coberts. És per això que també eren anomenades "esglésies de coberts".